# 硬舌亞目
硬舌亞目（Scleroglossa）是有鱗目的一個亞目，包含：壁虎、石龍子、毒蜥、巨蜥、蛇蜥、蚓蜥、蛇……等物種。名稱由古希臘文的硬（skleros）與舌頭（glossa）組成。
在根據舌頭的傳統分類法裡，有鱗目可分成鬣蜥類、硬舌類。鬣蜥類的舌頭有強壯肌肉，牠們會用舌頭捕捉獵物。硬舌類的舌頭較硬，進食時主要依靠頜部動作與牙齒，舌頭主要用來感覺週圍氣味。近年有研究認為鬣蜥類的演化位置，比蛇蜥、蛇還要衍化，但這無法解釋鬣蜥類、硬舌類的舌頭形態差異。
- 硬舌亞目 Scleroglossa
  - 蛇蜥下目 Anguimorpha
    - 古蛇蜥下目 Paleoanguimorpha
      - 厚背下目（ Platynota） 又名巨蜥下目
        - 巨蜥超科 （Varanoidea）
          - 巨蜥科（Varanidae）（巨蜥）
          - 婆羅蜥科 （Lanthanotidae）

      - 鱷蜥類 （Shinisauria）
        - 鱷蜥科 （Shinisauridae）

    - 新蛇蜥下目 Neoanguimorpha
      - 怪蜥類 Monstersauria
        - 毒蜥科（Helodermatidae）（希拉毒蜥）

      - 複舌下目 （Diploglossa） 
        - 蛇蜥超科（Anguoidea）
          - 蛇蜥科（Anguidae）：如蛇蜥
          - 蠕蜥科（Anniellidae，又名無足蜥科）：如美洲無足蜥
          - 肢蛇蜥科 （ Diploglossidae）

      - 卡氏蜥類（Carusioidea）
        - 異蜥科（Xenosauridae）：如瘤鱗蜥

  - 壁虎下目 Gekkota
  - 石龍子下目 Scincomorpha（石龍子、鞭尾蜥）
  - 蛇 Serpentes
    - 真蛇下目（ Alethinophidia）（蝰蛇、蚺、眼鏡蛇）
    - 盲蛇下目 （Scolecophidia）

  - 蚓蜥 Amphisbaenia
  - 正蜥下目 Laterata 又名蜥蜴下目（歐洲常見的蜥蜴）
    - 蜥蜴總科 （ Lacertoidea）